# 일본 여자 야구 협회
일본여자야구협회(일본어: 日本女子野球協會, Women's Baseball Association of Japan, WBAJ)는 일본 여자 프로 야구(GPBL)를 총괄하는 기관이다.